# Ormelle
Ormelle é uma comuna italiana da região do Vêneto, província de Treviso, com cerca de 4.070 habitantes. Estende-se por uma área de 18 km², tendo uma densidade populacional de 226 hab/km². Faz fronteira com Breda di Piave, Cimadolmo, Fontanelle, Maserada sul Piave, Oderzo, Ponte di Piave, San Polo di Piave.

## Demografia
| Variação demográfica do município entre 1861 e 2011                               |
|                                                                                   |
| Fonte: Istituto Nazionale di Statistica (ISTAT) - Elaboração gráfica da Wikipedia |